# (38553) 1999 VU68
(38553) 1999 VU68 est un objet de la ceinture principale d'astéroïdes extérieure découvert en 1999.

## Description
(38553) 1999 VU68 a été découvert le 4 novembre 1999 à l'observatoire Magdalena Ridge, situé dans le comté de Socorro, au Nouveau-Mexique (États-Unis), par le projet Lincoln Near-Earth Asteroid Research (LINEAR).

### Caractéristiques orbitales
L'orbite de cet astéroïde est caractérisée par un demi-grand axe de 3,92 ua, un périhélie de 2,93 ua, une excentricité de 0,25 et une inclinaison de 0,70° par rapport à l'écliptique. Du fait de ces caractéristiques, à savoir un demi-grand axe entre 3,2 et 4,6 ua, il est classé, selon la JPL Small-Body Database, comme objet de la ceinture principale d'astéroïdes extérieure.

### Caractéristiques physiques
(38553) 1999 VU68 a une magnitude absolue (H) de 14,1 et un albédo estimé à 0,089.